# Alexandru Kozovits
Alexandru Kozovits (Timișoara, 3 settembre 1899 – ...) è stato un calciatore rumeno, di ruolo centrocampista.

## Carriera

### Club
Ha sempre giocato nel campionato rumeno.

### Nazionale
Ha rappresentato la Nazionale rumena in occasione delle Olimpiadi del 1924.